# Edisons 1973

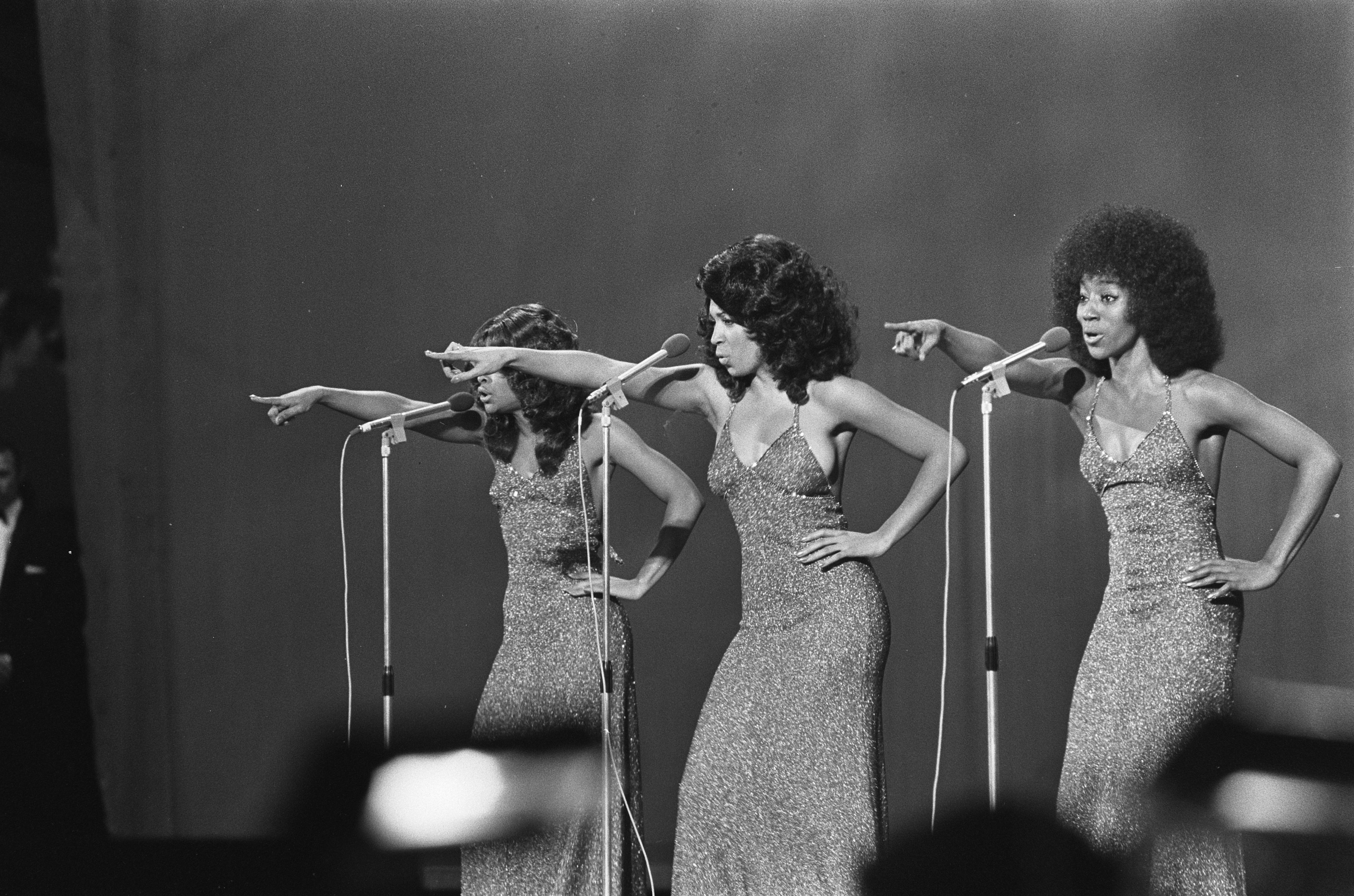
Optreden van The Three Degrees

De Edisons 1973 werden op 19 oktober 1973 bekendgemaakt door juryvoorzitter Piet Beishuizen, tevens voorzitter van het overkoepelende orgaan van de Nederlandse platenindustrie, de CCGC (Commissie Collectieve Grammofoonplaten Campagne). Andere juryleden waren Willem Duys, Jip Golsteijn, Vincent van Engelen, Frans de Kok, Joop de Roo en Elly de Waard.
Na het ontbreken van een traditioneel Grand Gala du Disque in 1973, werd door de CCGC besloten om in februari 1974 toch maar weer een ouderwets Grand Gala te organiseren. Tijdens dit Gala, dat gepresenteerd werd door Willem Duys, werden de Edisons uitgereikt. Het bleek voorlopig het laatste Grand Gala du Disque te zijn, omdat de organiserende CCGC eind 1974 werd opgeheven.
Het einde van de CCGC betekende ook het voorlopige einde van de Edisons. In 1974, 1975 en 1976 werden deze prijzen niet uitgereikt.
Het Grand Gala van 1974 verliep overigens vlekkeloos, dankzij optredens van onder meer The Carpenters, Tom Jones, The Three Degrees en David Bowie. Tijdens het optreden van Jan Akkerman ging er echter iets mis: Jan was geïrriteerd door allerlei geluiden op het podium, waardoor hij middenin zijn optreden abrupt van het podium liep.

## Winnaars
Internationaal
- Pop: Mott the Hoople voor Mott
- Pop: Stealers Wheel voor Stealers Wheel
- Pop: Lou Reed voor Transformer
- Pop: Roxy Music voor For Your Pleasure
- Pop: Gram Parsons voor G.P.
- Pop: The Eagles voor Desperado
- Pop: Stevie Wonder voor Talking Book
- Pop: Dory Previn voor Live at Carnegie Hall
- Pop: Slade voor Sladest
- Pop: Gilbert O'Sullivan voor I'm A Writer Not A Fighter
- Jazz: Cleo Laine voor I Am A Song

Nationaal
- Cabaret: Simon Carmiggelt voor Kroeglopen
- Jazz: Rudi Brink voor Teach Me Tonight
- Volksrepertoire: Vader Abraham voor Vader Abraham & zijn Goede Zonen
- Pop: Boudewijn de Groot voor Hoe sterk is de eenzame fietser
- Jeugd: De Avonturen van Beertje Colargol

1960 · 1961 · 1962 · 1963 · 1964 · 1965 · 1966 · 1967 · 1968 · 1969 · 1970 · 1971 · 1972 · 1973 · 1974 · 1975 · 1976 · 1977 · 1978 · 1979 · 1980 · 1981 · 1982 · 1983 · 1984 · 1985 · 1986 · 1987 · 1988 · 1989 · 1990 · 1991 · 1992 · 1993 · 1994 · 1995 · 1996 · 1997 · 1998 · 1999 · 2000 · 2001 · 2002 · 2003 · 2004 · 2005 · 2006 · 2007 · 2008 · 2009 · 2010 · 2011 · 2012 · 2013 · 2014 · 2015 · 2016 · 2017 · 2018 · 2019 · 2020 · 2021 · 2022 · 2023 · 2024